# برگلند، اتریش
برگلند (به آلمانی: Bergland) یک منطقهٔ مسکونی در اتریش است که در ناحیه ملک واقع شده‌است. برگلند ۱٬۸۴۷ نفر جمعیت دارد.